# 6464 Kaburaki
6464 Kaburaki eller 1994 CK är en asteroid i huvudbältet som upptäcktes den 1 februari 1994 av de japanska astronomerna Yoshio Kushida och Osamu Muramatsu vid Yatsugatake-Kobuchizawa-observatoriet. Den är uppkallad efter Masaki Kaburaki.
Asteroiden har en diameter på ungefär 12 kilometer och den tillhör asteroidgruppen Eos.